# Fernando Hortal
Fernando Javier Luis Hortal (Buenos Aires; 26 de dezembro de 1962), mais conhecido como Bahiano, é um cantor, compositor e condutor de rádio e televisão argentino conhecido por ser líder, cantora, letrista e compositor da banda de reggae e rock Los Pericos (precursora do movimento de reggae local) em atividade desde 1986. Desde 2004, depois de seu afastamento da banda, tem desenvolvido uma carreira como solista também se desempenhou como condutor de rádio e televisão.

## Discografia

### ComLos Pericos
- El ritual de la banana (1987)
- King Kong (1988)
- Rab A Dab Stail (1990)
- Big Yuyo (1992)
- Pampas Reggae (1994)
- Yerba Buena (1996)
- Mystic Love (1998)
- Desde cero (2002)
- 7 (2005)
- Pura Vida (2008)
- Pericos & Friends (2010)
- Soundamerica (2016)

### Solista
- BH+ (2005)
- Nómade (2008)
- Rey Mago de las Nubes (2011)
- Celebremos (2015)
- Original Roots (2019)